# Rachel (actrice)
Elizabeth-Rachel Félix (Mumpf, 18 februari 1821 - Le Cannet, 4 januari 1858), beter bekend als Mademoiselle Rachel, was een Joods-Frans actrice, de bekendste van haar tijdperk.

## Levensloop
Ze werd geboren in een familie van reizende kooplieden en van jonge leeftijd moest ze optreden op straat voor een publiek. In Parijs werd ze opgemerkt en ze volgde lessen aan het conservatorium. Rachel debuteerde in het Théâtre du Gymnase en werd op 17-jarige leeftijd lid van de Comédie-Française. Daar blonk ze uit in tragische rollen zoals Bérénice of Chimène. Ze gaf voorstellingen in heel Europa.
Ze kreeg veel bewonderaars. Ze onderhield jarenlang een amoureuze affaire met schrijver Alfred de Musset en was ook de minnares van Frans van Orléans. Zij was de minnares van Alexandre Walewski (1810-1868), zoon van Napoleon Bonaparte uit diens buitenechtelijke relatie met Maria Walewska. Uit deze relatie is een zoon geboren, Alexandre Antoine Colonna-Walewski, (door Alexandre Walewski erkend in 1844 en in 1860 geadopteerd). In 1848 kreeg ze een tweede zoon uit een verhouding met Arthur Bertrand.
Van haar wordt verteld dat keizerin Eugénie van Frankrijk, de vrouw van Napoleon III, haar inhuurde om gracieus te leren bewegen en reverences te maken.
Rachel stierf op 36-jarige leeftijd aan tuberculose.
- Bibsys: 90895084
- Bibliothèque nationale de France: cb11940468d (data)
- Catàleg d'autoritats de noms i títols de Catalunya: 981058614652106706
- Gemeinsame Normdatei: 118950886
- International Standard Name Identifier: 0000 0001 0874 474X
- Library of Congress Control Number: n50001105
- Nationale bibliotheek van Australië: 36299828
- Nationale Bibliotheek van Israël: 987007266818505171
- Nationale Bibliotheek van Polen: a0000001223440
- Nederlandse Thesaurus van Auteursnamen: 068246277
- Istituto Centrale per il Catalogo Unico: TO0V164063
- SNAC: w6gm8kxj
- Système universitaire de documentation: 027341674
- Trove: 1243569
- Virtual International Authority File: 17231701
- WorldCat: E39PBJtmxBMcKbVfbxQWpGgMyd